# Peter le Page Renouf
Peter le Page Renouf (* 23. August 1822 auf der Insel Guernsey; † 14. Oktober 1897 in London) war ein britischer Ägyptologe.
Renouf studierte in Oxford, wurde später Professor für orientalische Sprachen und alte Geschichte an der Katholischen Universität Dublin. Seit dem Tod von Samuel Birch 1886 war Renouf Präsident der Society of Biblical Archaeology und Direktor der orientalischen Sammlungen des Britischen Museums in London. Er trat von der Leitung des Museums 1892 wieder zurück.
Renouf arbeitete insbesondere zu Problemen der altägyptischen Philologie und der Religionsgeschichte.
Peter le Page Renouf starb am 14. Oktober 1897 in London.

## Schriften
- Traduction d’un chapitre du rituel funéraire des anciens Égyptiens. Lettre adressée à M. le Professeur Merkel (Bibliothécaire royal à Aschaffenbourg). s. n., Aschaffenburg 1860, (Digitalisat).
- A prayer from the Egyptian Ritual. Fowler, Dublin 1862, (Digitalisat).
- Miscellaneous notes on Egyptian philology. A letter to S. Birch, LL. D., of the British Museum. Williams & Norgate, London u. a. 1865.
- The condemnation of Pope Honorius. Longmans, Green, and Co., London 1868, (Digitalisat).
- The case of Pope Honorius reconsidered. Longmans, Green, and Dyer, London 1869, (Digitalisat).
- An elementary grammar of the ancient Egyptian language, in the Hieroglyphic type. Bagster ans Sons, London 1875, (Digitalisat).
- Lectures on the origin and growth of religion as illustrated by the religion of ancient Egypt. Delivered in May and June, 1879 (= The Hibbert Lectures. 1879). Williams and Norgate, London 1880, (Digitalisat).